# 17 de octubre
El 17 de octubre es el 290.º (ducentésimo nonagésimo) día del año —el 291.º (ducentésimo nonagésimo primero) en los años bisiestos— en el calendario gregoriano. Quedan 75 días para finalizar el año.

## Acontecimientos
- 535 a. C.: Ciro II el Grande rey de Persia marcha a Babilonia, liberando a los judíos de casi 70 años de exilio.
- 456 (o 18 de octubre): cerca de Piacenza (actual Italia), los soldados del emperador Avito son vencidos por los del militar romano-ibérico Ricimero, quien se convierte en líder de facto del Imperio romano de Occidente.
- 690: en China, la Emperatriz Wu Zetian establece la efímera dinastía Zhou.
- 1091 (o 23 de octubre, según el calendario gregoriano): la ciudad de Londres (Inglaterra) es azotada por un tornado F4, que demuele el puente de Londres, varias iglesias y 600 casas. (Tornado de Londres de 1091).
- 1346: en Calais, Eduardo III de Inglaterra captura al rey David II de Escocia (aliado de Francia) en la batalla de Neville’s Cross. durante la primera fase de la Guerra de los cien años.
- 1448: las tropas del sultán Murad II vencen al ejército húngaro liderado por Juan Hunyadi en la segunda batalla de Kosovo
- 1456: abre sus puertas la Universidad de Greifswald, la segunda universidad más antigua del norte de Europa.
- 1533: Se emite en Madrid la Cédula Real que ordena la construcción de caminos en la Nueva España. Es así que el ingeniero militar Juan Bautista Antonelli traza la primera vía transitable de Ciudad de México a El Puerto de Veracruz, atravesando los asentamientos hispanos de Puebla, Nueva Córdoba (Hoy Córdoba), y Orizaba. Esta vía se inaugura por el Virrey Luis de Velasco (hijo), en 1590.
- 1604: el astrónomo Johannes Kepler observa una supernova en la constelación de Ofiuco.
- 1610: el rey francés Luis XIII es coronado en Reims.
- 1662: Carlos II de Inglaterra vende Dunquerque a Francia por 40.000 mil libras.
- 1737: Un terremoto de magnitud estimada en 9.3 sacude la península de Kamchatka, en Rusia
- 1777: las tropas estadounidenses derrotan al ejército británico en la Batalla de Saratoga, en el valle del Hudson.
- 1781: en Yorktown (Virginia) capitula el general Charles Cornwallis.
- 1797: el Tratado de Campo Formio entre Francia y el Sacro Imperio Romano.
- 1800: Inglaterra toma control de la colonia neerlandesa de Curaçao.
- 1810: en Yucatán (México), los independentistas mexicanos toman la ciudad de Valladolid.
- 1813: en El Roble (Chile), una columna realista sorprende y dispersa a los rebeldes.
- 1815: en el océano Atlántico Sur, Napoleón Bonaparte llega desterrado a la isla de Santa Helena.
- 1842: se produce la Batalla de Agua Santa (Perú) donde las fuerzas de Juan Francisco de Vidal vencen a las del general Juan Crisóstomo Torrico en el marco de la anarquía militar que se desató en el Perú tras la muerte del presidente Agustín Gamarra.
- 1884: el 4.º congreso de la anarquista Federación Estadounidense del Trabajo resuelve que desde el 1 de mayo de 1886 la duración legal de la jornada de trabajo debería ser de 8 horas. Esto generará el Crimen de Chicago.
- 1888: Thomas Edison patenta el fonógrafo óptico (la primera película).

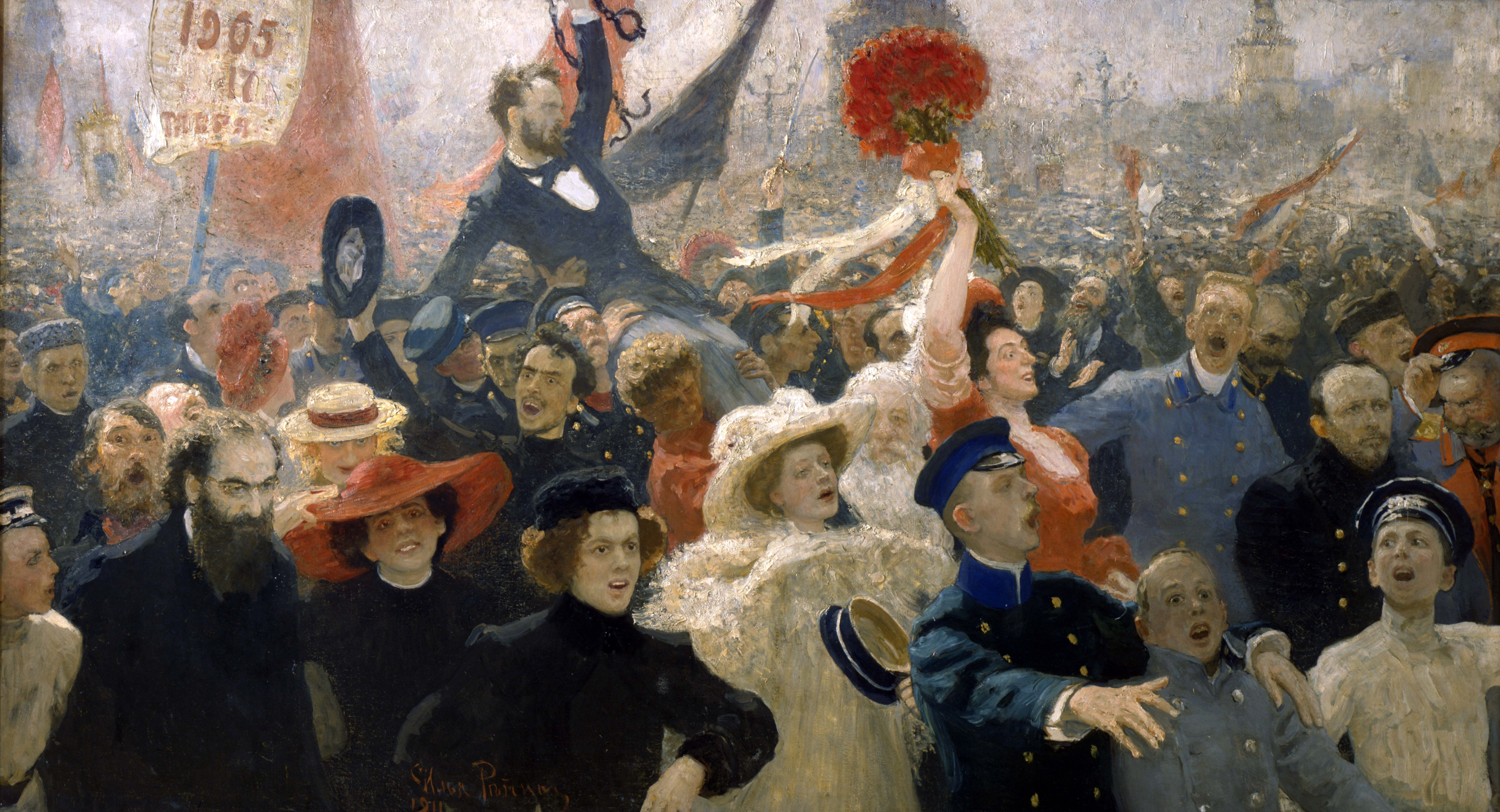
Manifestación del 17 de octubre de 1905 por Iliá Repin (Museo Estatal Ruso, San Petersburgo).

- 1905: El zar Nicolás II de Rusia emite el Manifiesto de Octubre.
- 1907: Guglielmo Marconi comienza el primer servicio comercial de telegrafía sin hilos entre Glace Bay (Canadá) y Clifden (Irlanda).
- 1910: en Cuba se registra la quinta y última jornada del huracán de los Cinco Días. Mata a unas 700 personas. En La Habana rompe el malecón. Se considera una de las peores catástrofes naturales en la Historia cubana.[1] Fue muy polémico, porque el Servicio Meteorológico de los Estados Unidos afirmaba que eran dos ciclones separados, mientras que el meteorólogo cubano José Carlos Millás Hernández (1889-1965) decía que era solo uno, lo cual pudo demostrar tomando las observaciones realizadas por varios buques. A este tipo de lazo se le llamó «recurva de Millás».[2]
- 1912: Bulgaria, Serbia, Grecia y Montenegro declaran la guerra a Turquía.
- 1918: Yugoslavia se forma.
- 1919: se inaugura el Metro de Madrid.
- 1919: Creación orgánica de la Aviación Naval (Argentina). La experiencia obtenida durante las operaciones en la Primera Guerra Mundial, modificaron los principios de la guerra marítima. Ello derivó en la creación de la División Aviación Naval dependiente de la Secretaría General del Ministerio de Marina.
- 1927: en La Paz, Bolivia se juega por primera vez el primer clásico boliviano de la historia del fútbol boliviano.[3]
- 1931: Al Capone, gánster estadounidense, es sentenciado a 11 años de prisión por evadir impuestos.[4]
- 1933: el científico judeoalemán Albert Einstein escapa de la Alemania nazi y llega a Estados Unidos, donde vivirá el resto de su vida como refugiado. Obtiene un puesto en el Instituto para Estudios Avanzados, en Princeton.
- 1941: El destructor estadounidense USS Kearny es torpedeado por el submarino alemán U-568 cerca de Islandia, matando a 11 marineros que serían las primeras bajas estadounidenses de la Segunda Guerra Mundial.
- 1943: Holocausto: se cierra el campo de concentración de Sobibor.
- 1945: una multitudinaria congregación popular con apoyo militar y policial se moviliza a la Plaza de Mayo de Buenos Aires, para exigir la liberación del ministro de Trabajo, Juan Domingo Perón, detenido por fuerzas militares, dando inicio al movimiento peronista.
- 1951: en Buenos Aires inicia sus transmisiones el primer canal de televisión de Argentina: Canal 7. Transmite el multitudinario acto político del Día de la Lealtad Peronista con un discurso de Eva Duarte.
- 1952: en España se funda la Universidad de Navarra.
- 1956: Donald Byrne y Bobby Fischer juegan la famosa partida de ajedrez llamada "La partida del siglo".
- 1961: en Argelia invadida por Francia, la policía francesa ―bajo las órdenes del excolaborador nazi Maurice Papon, entonces jefe de la Prefectura de Policía―, masacra a una multitud de argelinos.
- 1963: en la Plaza Once de Buenos Aires (Argentina), el peronismo ―proscrito por la dictadura― realiza un cabildo abierto. Andrés Framini, Ilda Pineda, Rubén A. Sosa y Julio Antún ―en el marco de la resistencia peronista― declaran el estado de movilización popular como método revolucionario para la conquista de sus objetivos.
- 1966: Botsuana y Lesoto se unen a las Naciones Unidas.
- 1973: la OPEP comienza el embargo contra los países que ayudan a Israel en su guerra con Siria.
- 1976: en el pueblo argentino de Los Surgentes (provincia de Córdoba), la policía de Rosario asesina a siete presos políticos (masacre de Los Surgentes), en el marco de la dictadura de Videla.
- 1977: entra en vigor la Ley de Amnistía en España de 1977.
- 1979: la Madre Teresa de Calcuta recibe el Premio Nobel de la Paz.
- 1981: el piloto brasileño de Fórmula 1, Nelson Piquet, logra su primer título del mundo.
- 1986: los miembros del COI designan a la ciudad de Barcelona como escenario de los Juegos Olímpicos de 1992.
- 1988: en México se inaugura el puente Tampico, que une los estados de Veracruz y Tamaulipas.
- 1989: en Estados Unidos un terremoto (7,1 en la escala Richter) causa 300 muertos en San Francisco.
- 1991: en España, la banda terrorista ETA mutila a Irene Villa y a su madre con una bomba lapa en su coche.
- 1992: la ONU estableció el "Día Internacional para la Erradicación de la Pobreza".
- 1996: en Nicaragua, el Cardenal Miguel Obando y Bravo, Arzobispo de Managua, cuenta durante una misa en la Catedral de Managua la parábola de la víbora que influirá en la derrota del candidato del FSLN Daniel Ortega ante el candidato de la Alianza Liberal Arnoldo Alemán en las elecciones que se llevarían a cabo 3 días después.
- 2003: a causa del conflicto boliviano por la exportación de gas natural, el presidente Gonzalo Sánchez de Lozada renuncia a su cargo y abandona el país.
- 2004: Valentino Rossi gana el mundial de MotoGP y Dani Pedrosa se convierte en el piloto más joven del mundo campeón de 250 cc.
- 2004: En Venezuela, un incendio deja parcialmente destruida la torre este de Torres de Parque Central.
- 2006: en Argentina, durante la marcha en conmemoración de los 60 años del Día de la Lealtad Peronista se trasladan los restos del general Juan Domingo Perón a la quinta Diecisiete de Octubre, en el partido de San Vicente (en la zona sur del Gran Buenos Aires). Hubo tiroteos entre manifestante peronistas y barrabravas que se encontraban presentes.
- 2011: la Conferencia de Paz de San Sebastián concluye con una declaración de cinco puntos en la que los representantes internacionales instan a la organización terrorista Euskadi Ta Askatasuna (ETA) a un cese definitivo de la violencia.
- 2011: en Chile entra en vigencia la llamada ley de posnatal de 6 meses, que permitirá a los padres y madres estar más tiempo con sus hijos recién nacidos.
- 2017: comienza el programa de supervivencia Stray Kids del cual debutaría un grupo masculino con el mismo nombre bajo la compañía JYP Entertainment.
- 2022: La boyband surcoreana BTS anuncia su retiro temporal de los escenarios para cumplir con su servicio militar obligatorio.
- 2023: Chuu debuta como solista después de haber sido expulsada de LOONA.

## Nacimientos

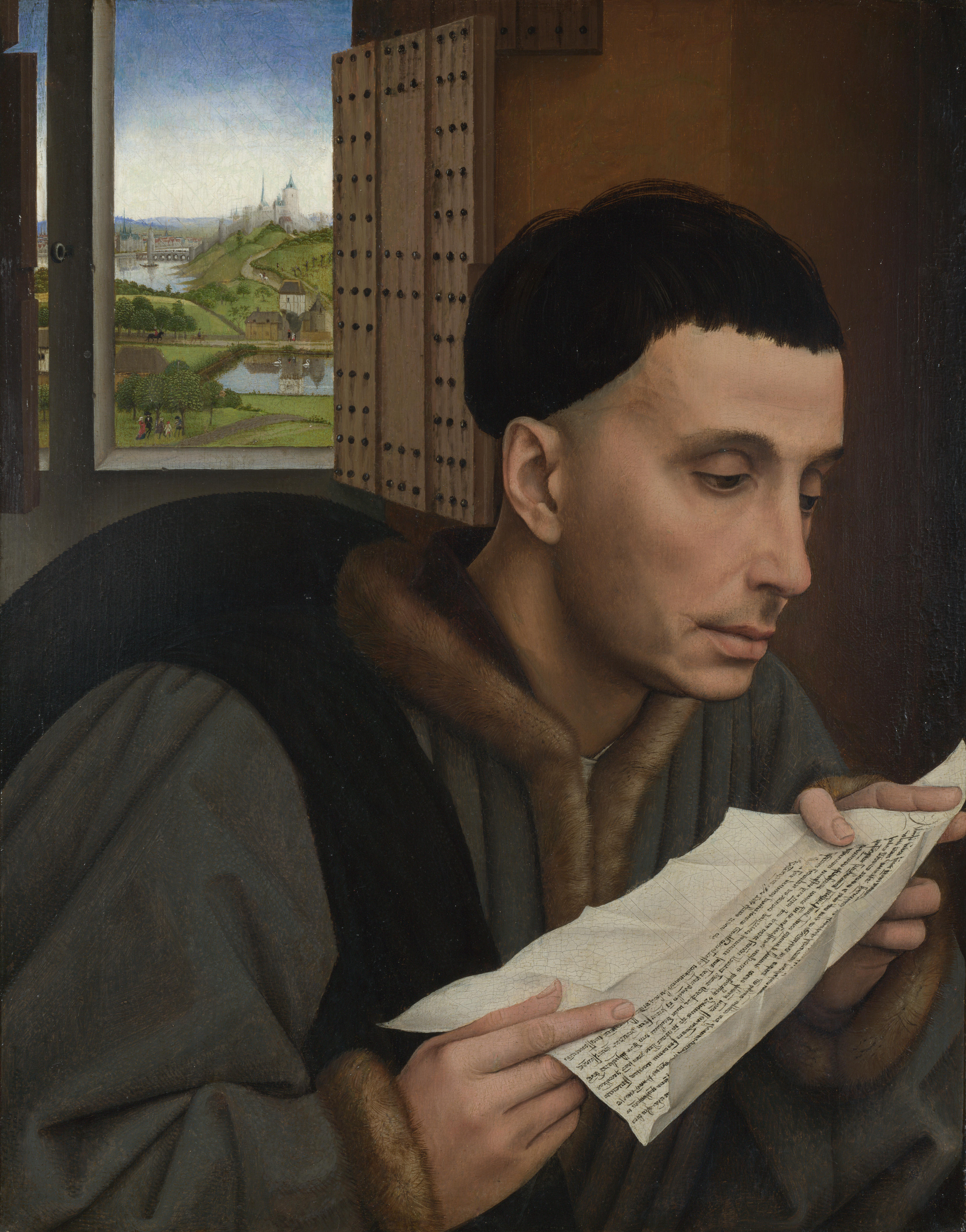
Ivo de Kermartin

- 1253: Ivo de Kermartin, religioso y santo francés (f. 1303).
- 1493: Baccio Bandinelli, escultor y pintor italiano (f. 1560).
- 1500: Alonso de Orozco, religioso y escritor español (f. 1591).
- 1540: Irene di Spilimbergo, pintora y poetisa italiana (f. 1559)
- 1560: Ernesto Federico I de Baden-Durlach, gobernador alemán (f. 1604).
- 1577: Cristofano Allori, pintor italiano (f. 1621).
- 1578: Dmitri Pozharski, príncipe ruso (f. 1642).
- 1587: Nathan Field, dramaturgo inglés (f.1620).
- 1629: Baltasar Carlos de Austria, hijo de Felipe IV (f. 1646).
- 1688: Domenico Zipoli, compositor barroco italiano (f. 1726).
- 1720: Geneviève-Charlotte Thiroux d’Arconville, escritora y anatomista francesa (f. 1805).
- 1724: Robert Waring Darwin, botánico británico (f. 1816).
- 1725: John Wilkes, periodista y político británico (f. 1797).
- 1729: Pierre-Alexandre Monsigny, compositor francés (f. 1817).
- 1735: Franz Xaver Feuchtmayer el joven, escultor alemán (f. 1803).
- 1740: Lluís Jaume y Vallespir, religioso español (f.1775).
- 1749: Antonio Raimundo Ibáñez Llano y Valdés, aristócrata e industrial español (f. 1809).
- 1759: Andréi Voronijin, arquitecto ruso (f. 1814).

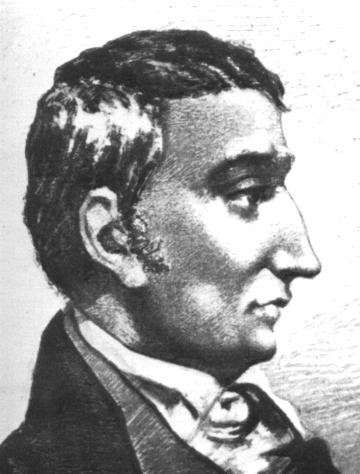
Henri de Saint-Simon.

- 1760: Henri de Saint-Simon, filósofo y teórico social francés (f. 1825).
- 1763: Edward Robson, botánico británico (f. 1813).
- 1768: Sophie von Dönhoff, dama de compañía alemana (f. 1838).
- 1777: Lucas González Balcarce, militar argentino (f. 1812).
- 1779: Luis Carlos de Orleans, aristócrata francés (f. 1808).
- 1779: José Andrés Pacheco de Melo, sacerdote argentino (f. 1820).
- 1780: Richard Mentor Johnson, político estadounidense (f. 1850).
- 1781: Johann Friedrich Meckel, anatomista alemán (f. 1833).
- 1784: Fructuoso Rivera, presidente uruguayo (f. 1854).
- 1785: Christen Smith, médico noruego (f. 1816).
- 1792: John Bowring, político, traductor, escritor y viajero británico (f. 1872).
- 1793: Manuel Pérez de Uriondo, militar chileno (f. 1851).
- 1797: Juan Lavalle, militar y político argentino (f. 1841).
- 1803: Francisco Deák, político húngaro (f. 1876).
- 1808: Nils Lilja, botánico y relojero sueco (f. 1870).
- 1810: Adolphe-Félix Cals, pintor francés (f. 1880).

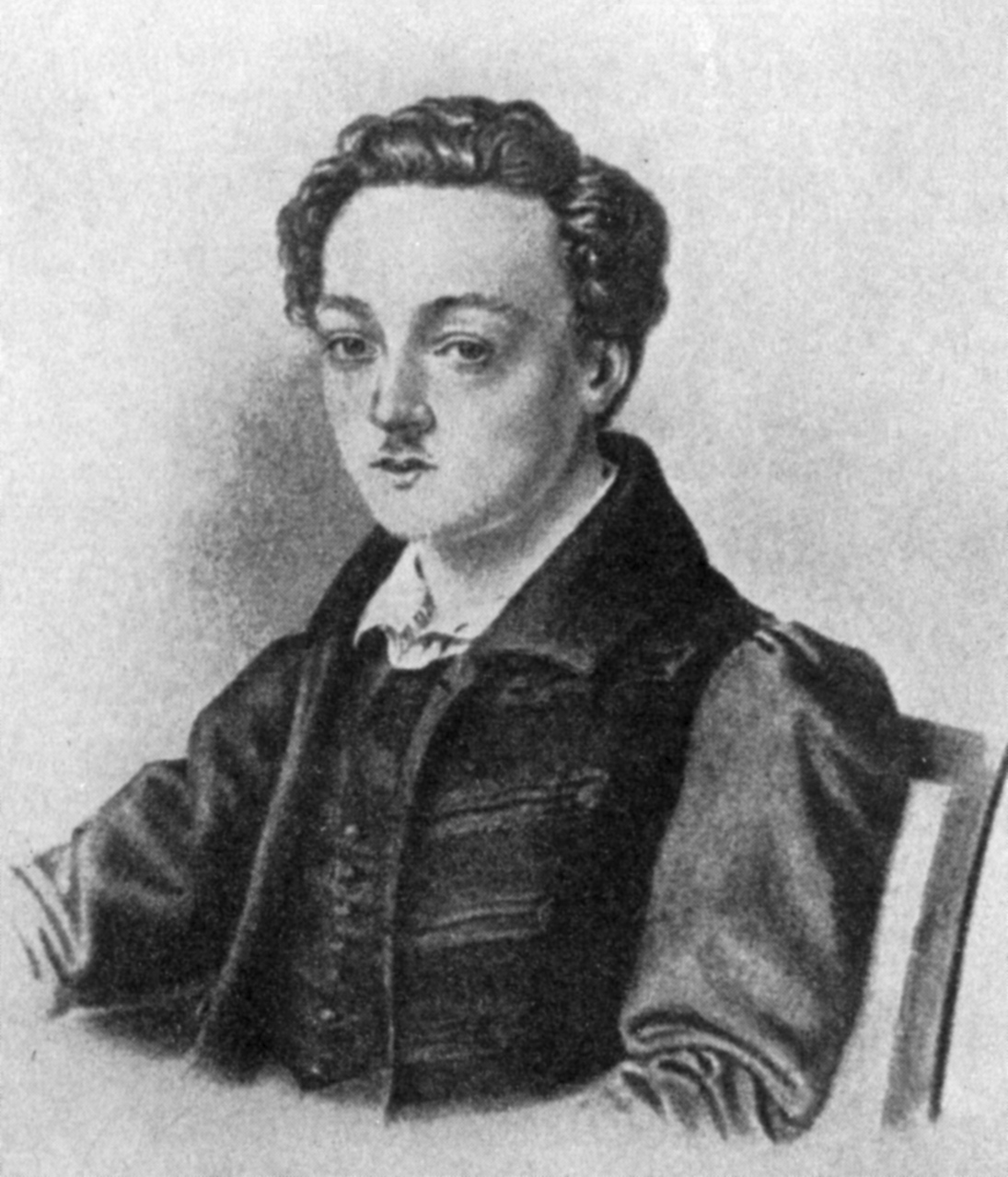
Georg Büchner.

- 1813: Georg Büchner, dramaturgo alemán (f. 1837).
- 1817: Alfred Des Cloizeaux, mineralogista francés (f. 1897).
- 1817: Syed Ahmed Khan, político y catedrático hindú (f. 1898).
- 1821: Alexander Gardner, fotógrafo escocés (f. 1882).
- 1821: Pedro Salaverría, político español (f. 1896).
- 1828: Aureliano Maestre de San Juan, científico español (f. 1890).
- 1833: José Eduvigis Díaz, militar paraguayo (f. 1867).
- 1835: Louis-Léon Cugnot, escultor francés (f. 1894).
- 1835: Paul Haenlein, ingeniero y pionero de la aviación alemán (f. 1905).
- 1840: André Gill, cantautor y caricaturista francés (f. 1885).
- 1844: Gustave Schlumberger, historiador francés (f. 1929).
- 1847: Chiquinha Gonzaga, compositora brasileña (f. 1935).
- 1847: Alejandro San Martín y Satrústegui, médico y político español (f. 1908).
- 1853: María Aleksándrovna de Rusia, aristócrata rusa (f. 1920).
- 1856: José Villalba Riquelme, militar español (f. 1944).
- 1857: Baldomero Bonet y Bonet, químico español (f. 1925).
- 1859: Childe Hassam, pintor impresionista estadounidense (f. 1935).
- 1860: Henry Campbell Black, lingüista estadounidense (f. 1927).
- 1864: Elinor Glyn, novelista y guionista británica (f. 1943)
- 1865: Anselmo Barreto, abogado y magistrado peruano (f. 1950).
- 1867: Josep Puig i Cadafalch, arquitecto español (f. 1956).
- 1871: Segundo de Chomón, cineasta español (f. 1929).
- 1873: Florentino Gorleri, político argentino (f. 1963).
- 1876: Hippolyte Aucouturier, ciclista francés (f. 1944).
- 1877: Eduardo Arozamena, actor mexicano (f. 1951).
- 1878: Jacobo Fitz-James Stuart y Falcó, aristócrata español (f. 1953).
- 1880: Chucho Reyes, pintor y coleccionista mexicano (f. 1977).
- 1881: Andreas Madsen, explorador y escritor danés-argentino (f. 1965).
- 1883: Alexander Sutherland Neill, pedagogo británico (f. 1973).
- 1883: Thaddeus Shideler, atleta estadounidense (f. 1966).
- 1886: Spring Byington, actriz estadounidense (f. 1971).
- 1889: Mikha'il Na'ima, escritor libanés (f. 1988).
- 1890: Carl Buchheister, artista alemán (f. 1964).
- 1890: Mariano Ozores Francés, actor español (f. 1976).
- 1892: Theodor Eicke, general de las SS alemán (f. 1943).
- 1893: Raffaele Bendandi, astrólogo italiano (f. 1979).
- 1894: Renato de Borbón-Parma, aristócrata italiano (f. 1962).
- 1894: Pablo de Rokha, poeta chileno (f. 1968).
- 1895: Doris Humphrey, coreógrafa y bailarina estadounidense (f. 1958).
- 1895: Miguel Ydígoras Fuentes, político y militar guatemalteco, presidente de Guatemala entre 1858 y 1863 (f. 1982).
- 1896: Román Románov, príncipe ruso (f. 1978).
- 1897: Luis Custodio Muñoz Muñoz, médico y escritor chileno (f. 1982).
- 1898: Tuffy Neugen, futbolista brasileño (f. 1935).
- 1898: Eileen Sedgwick, actriz estadounidense (f. 1991).
- 1898: Shinichi Suzuki, violinista japonés (f. 1998).
- 1898: Simon Vestdijk, escritor neerlandés (f. 1971).
- 1899: Manuel Droguett Reyes, político chileno (f. 1970).
- 1899: Ernst Friedheim, médico estadounidense (f. 1989).

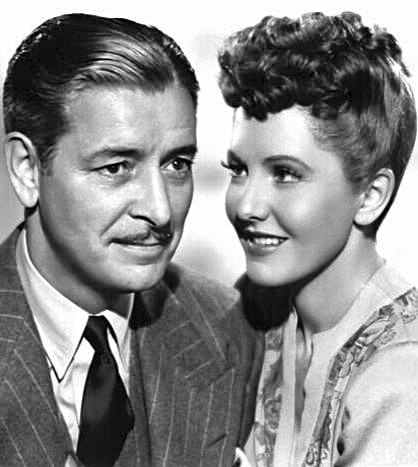
Jean Arthur.

- 1900: Jean Arthur, actriz estadounidense (f. 1991).
- 1901: Emma Gamboa Alvarado, educadora costarricense (f. 1976).
- 1902: Irene Ryan, actriz estadounidense (f.1973).
- 1903: Andrés Espinosa, escalador español (f. 1985).
- 1903: Andréi Grechko, militar soviético (f. 1976).
- 1903: Nathanael West, guionista y escritor estadounidense (f. 1940).
- 1904: José María Hinojosa, poeta español (f. 1936).
- 1904: Próspero Palazzo, aviador argentino (f. 1936).
- 1905: Andrew Bembel, escultor bielorrusio (f. 1986).
- 1905: Leopoldo Benites, diplomático ecuatoriano (f. 1996).
- 1907: John Marley, actor estadounidense (f. 1984).
- 1908: Kenji Miyamoto, político japonés (f. 2007).
- 1908: Dmitri Ustínov, militar soviético (f. 1984).
- 1909: Cozy Cole, batería estadounidense (f. 1981).
- 1909: Leopoldo Panero, poeta español (f. 1962).
- 1909: Joaquín Satrústegui, abogado y político español (f. 1992).
- 1909: Carme Serrallonga, pedagoga y traductora española (f. 1997).
- 1910: Marina Núñez del Prado, escultora boliviana (f. 1995).
- 1911: Pascual Pery, militar español (f. 1989).
- 1912: Juan Pablo I, papa católico italiano en 1978 (f. 1978).
- 1912: Toña la Negra, cantante mexicana (f. 1982).
- 1913: Robert Lowery, actor estadounidense (f. 1971).
- 1913: Marian Marsh, actriz estadounidense (f. 2006).
- 1914: Jerry Siegel, historietista estadounidense (f. 1996).
- 1915: Guillermo Lohmann, historiador y abogado peruano (f. 2005).

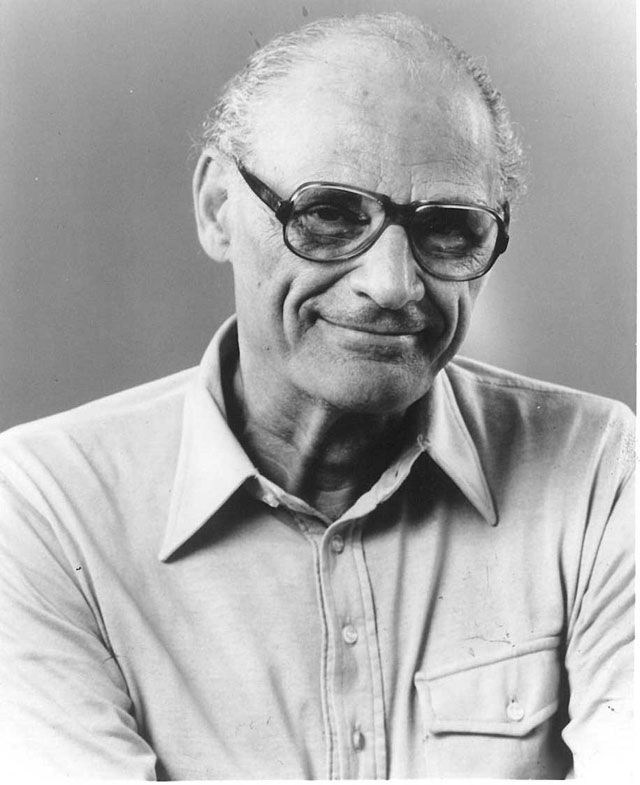
Arthur Miller.

- 1915: Arthur Miller, dramaturgo y escritor estadounidense (f. 2005).
- 1915: Concha Pérez Collado, anarcosindicalista española (f. 2014).
- 1916: José López Rega, político argentino (f. 1989).
- 1917: Alfred Benlloch Llorach, inventor español (f. 2013).
- 1917: Verne Grant, botánico estadounidense (f. 2007).
- 1917: Manuel Molina, poeta español (f. 1990).

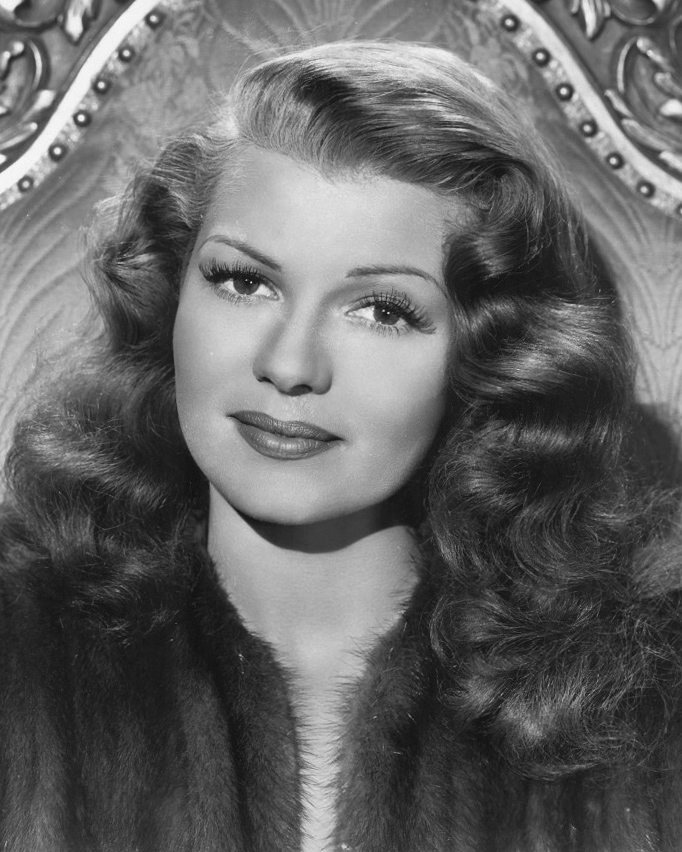
Rita Hayworth.

- 1918: Rita Hayworth, actriz de cine estadounidense (f. 1987).
- 1918: Luis Alberto Solari, pintor uruguayo (f. 1993).
- 1919: Zhao Ziyang, político chino (f. 2005).
- 1920: César Albiñana, jurista español (f. 2007).
- 1920: Montgomery Clift, actor estadounidense (f. 1966).

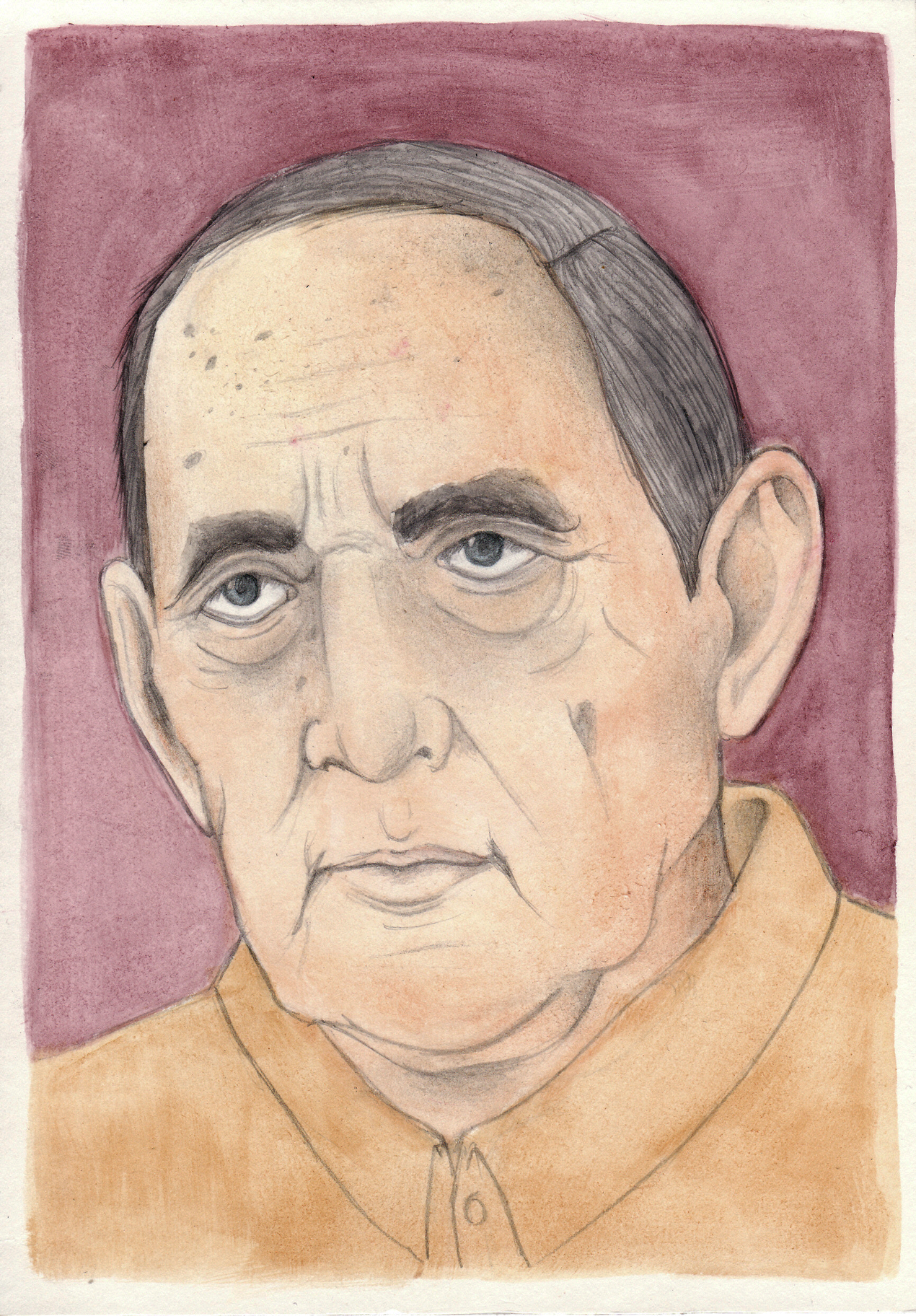
Miguel Delibes.

- 1920: Miguel Delibes, profesor, periodista, novelista y dramaturgo español (f. 2010).
- 1920: Alva Day Grant, botánica estadounidense (f. 2014).
- 1920: Zully Moreno, actriz argentina (f. 1999).
- 1920: Sauveur Rodríguez, futbolista francés (f. 2013).
- 1920: Carlos de Rokha, poeta chileno (f. 1962).
- 1921: Enrique Fontana Codina, político y empresario español (f. 1989).
- 1921: Maria Gorokhovskaya, gimnasta soviética (f. 2001).
- 1921: Tom Poston, actor estadounidense (f. 2007).
- 1921: Samuel Yankelevich, empresario y productor televisivo argentino (f. 1998).
- 1923: Barney Kessel, guitarrista y compositor estadounidense (f. 2004).
- 1924: Giacomo Mari, futbolista italiano (f. 1991).
- 1924: Rolando Panerai, barítono italiano (f. 2019).
- 1924: António Rosa, poeta portugués (f. 2013).
- 1926: Beverly Garland, actriz estadounidense (f. 2008).
- 1926: Julie Adams, actriz estadounidense (f. 2019).
- 1927: Luis Alberto Acuña Gatillon, escritor chileno (f. 2005).
- 1927: Friedrich Hirzebruch, matemático alemán (f. 2012).
- 1927: Rodolfo Rivademar, regatista argentino (f. 2013).
- 1928: Ali Kafi, político argelino (f. 2013).
- 1928: José María Peralta López, político mexicano.
- 1928: Santiago Stevenson, cantante y compositor panameño (f. 2007).
- 1928: Alejandro Végh Villegas, político y economista uruguayo (f. 2017).
- 1930: Robert Atkins, cardiólogo y dietista estadounidense (f. 2003).
- 1930: Freimut Börngen, astrónomo alemán.
- 1930: Héctor Azar, escritor mexicano (f. 2000).
- 1931: José Alencar, político y empresario brasileño (f. 2011).
- 1931: Pierre Dubois, sacerdote chileno (f. 2012).
- 1931: Anatoli Pristavkin, escritor y activista ruso (f. 2008).
- 1931: Gerd Seifert, trompista alemán (f. 2019).
- 1932: Paul Edward Anderson, strongman estadounidense (f. 1994).
- 1932: Juan Manuel Arza Muñuzuri, político español (f. 2019).
- 1932: Alfredo Carlino, boxeador y escritor argentino (f. 2018).
- 1933: William Anders, general y astronauta estadounidense.
- 1933: Sor Sonrisa (Jeannine Deckers), monja y cantante belga (f. 1985).
- 1934: Alan Garner, escritor británico.
- 1934: Johnny Haynes, futbolista británico (f. 2005).
- 1934: Javier Moscoso, político español.
- 1934: Rico Rodríguez, trombonista estadounidense (f. 2015).
- 1935: Carlos Pairetti, piloto de carreras argentino.
- 1935: Michael Eavis, agricultor inglés.
- 1936: Hiroo Kanamori, sismólogo japonés.
- 1936: Santiago Navarro, baloncestista español (f. 1993).
- 1936: Sathima Bea Benjamin, cantante y compositora sudafricana (f. 2013).
- 1937: José María Álvarez del Manzano, político español.

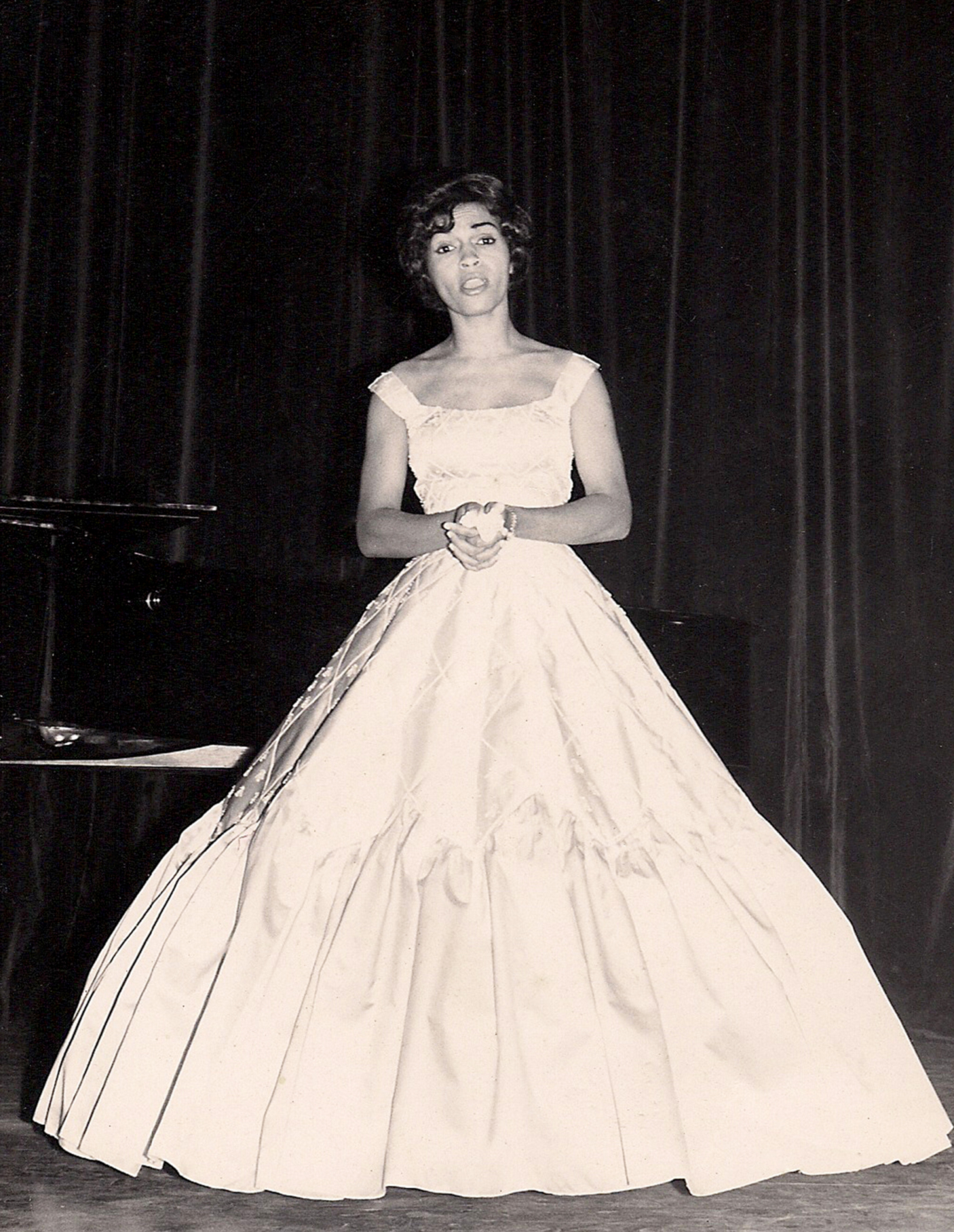
Aída Navarro.

- 1937: Aída Navarro, mezzosoprano venezolana.
- 1937: Renato Prada Oropeza, científico boliviano-mexicano (f. 2011).
- 1937: Yoshio Taniguchi, arquitecto japonés.
- 1938: António Calvário, cantante portugués.
- 1938: Evel Knievel, acróbata estadounidense (f. 2007).
- 1938: Les Murray, poeta, antólogo y crítico australiano (f. 2019).
- 1939: Amancio Amaro, futbolista español (f. 2023).
- 1940: Stephen Kovacevich, pianista y director de orquesta estadounidense.
- 1940: Carlos Heller, político y dirigente deportivo argentino.
- 1941: Paul Ellison, contrabajista estadounidense.
- 1941: Herón Pérez Martínez, escritor y académico mexicano.
- 1942: Mario Emilio Delfino, guerrillero argentino (f. 1972).
- 1942: Steve Jones, baloncestista estadounidense (f. 2017)
- 1942: Jean Fisher, escritora, profesora y crítica de arte británica (f. 2016).
- 1943: Ignacio Rupérez Rubio, político español.
- 1944: Ángel Cristo, domador de fieras español (f. 2010).
- 1944: Reinaldo Sánchez Olivares, empresario y directivo deportivo chileno.
- 1944: Juan José Hernández, escritor argentino (f. 2007).
- 1945: Francisco Javier Elorza, aristócrata y diplomático español.
- 1945: Omar Azziman, político marroquí.
- 1946: Manuel "Flaco" Ibáñez, humorista mexicano.
- 1946: Cameron Mackintosh, productor teatral británico.
- 1946: Adam Michnik, periodista polaco.
- 1946: Julio Miranda, político argentino.
- 1946: Daniela Payssé, política uruguaya.
- 1946: José Perramón Acosta, jugador español de balonmano.
- 1946: Jaime Ravinet, político chileno.
- 1946: Juan Camilo Restrepo, político colombiano.
- 1946: Rüdiger Wittig, ecólogo y geobotánico alemán.
- 1946: Robert Seagren, atleta estadounidense.
- 1947: Osvaldo Castro, futbolista chileno.
- 1947: Michael McKean, actor estadounidense.
- 1947: Manuel Pérez Barriopedro, fotógrafo español.
- 1947: Tetango Pouchi, músico costamarfileño.
- 1948: Robert Jordan, escritor estadounidense (f. 2007).
- 1948: Margot Kidder, actriz canadiense (f. 2018).
- 1948: Akira Kushida, cantante japonés.
- 1949: Owen Arthur, primer ministro barbadense.
- 1949: Renata Schussheim, artista plástica argentina.
- 1949: James Trussell, matemático y economista estadounidense.
- 1950: Philippe Barbarin, cardenal francés.
- 1950: Carlos Pérez Merinero, escritor español (f. 2012).
- 1950: Sandra Reemer, cantante neerlandesa.
- 1951: Dirck Beheydt, futbolista belga.
- 1951: Marcelo A. Moreno, periodista argentino.
- 1951: Roger Pontare, cantante sueco.
- 1951: Prabowo Subianto, militar, empresario y político indonesio, Presidente de Indonesia desde 2024.
- 1953: Joseph Bowie, trombonista estadounidense, de la banda Defunkt.
- 1953: Domenico Penzo, futbolista italiano.
- 1953: Jorge Trasante, percusionista uruguayo.
- 1955: José Cueto, militar y político peruano.
- 1955: Mike Bratz, baloncestista estadounidense.
- 1955: Ulises Gorini, periodista argentino.
- 1956: Mae Jemison, astronauta estadounidense.
- 1956: Fran Cosmo, cantante y guitarrista estadounidense.
- 1956: Pat McCrory, político estadounidense.
- 1957: Nelson Barrera, beisbolista mexicano (f. 2002).
- 1957: Lawrence Bender, productor estadounidense.
- 1957: Antonio Galdo, escritor y periodista italiano.
- 1957: Víctor Lichtinger, economista mexicano.
- 1957: Javier Maté, futbolista y entrenador español.
- 1957: Pino Palladino, bajista estadounidense.
- 1958: Howard Alden, guitarrista estadounidense.
- 1958: Alan Jackson, cantautor estadounidense.
- 1958: Melchor Miralles, periodista español.
- 1958: Sandra Mozarowsky, actriz española (f. 1977).
- 1958: Craig Murray, diplomático británico.
- 1958: Elefthería Arvanitáki, cantante griega.
- 1959: Mustafa Aberchán, político hispano-marroquí.
- 1959: Francisco Flores, político salvadoreño, presidente de El Salvador entre 1999 y 2004 (f. 2016).
- 1959: Eugenio Hernández Flores, político e ingeniero mexicano.
- 1959: Richard Roeper, crítico de cine estadounidense.
- 1959: Norm Macdonald, comediante y actor canadiense.
- 1960: Rob Marshall, cineasta estadounidense.
- 1960: Guy Henry, actor inglés.
- 1960: Bernie Nolan, actriz irlandesa (f. 2013).
- 1962: László Darvasi, poeta y periodista húngaro.
- 1962: Jay Humphries, baloncestista estadounidense.
- 1962: Mike Judge, productor, animador, y actor estadounidense de origen ecuatoriano.
- 1963: Mario Carrillo Inchaústegui, cantante mexicano.
- 1963: Raúl Escobar Poblete, político chileno.
- 1963: Sergio Goycochea, futbolista argentino.
- 1963: Beatriz Hernanz, poetisa española.
- 1963: Alejandro Zaera, arquitecto español.
- 1964: Margarita Liborio Arrazola, política mexicana.
- 1965: Rhys Muldoon, actor australiano,
- 1965: Bryan Singer, cineasta estadounidense.
- 1966: Sergio Jaramillo Caro, filósofo y filólogo colombiano.
- 1966: Danny Ferry, baloncestista estadounidense.
- 1966: Mark Gatiss, actor y escritor británico.
- 1967: René Dif, músico danés, de la banda Aqua.
- 1967: Pedro González Vera, futbolista chileno.
- 1967: Nathalie Tauziat, tenista francesa.
- 1968: Alejandra Ávalos, cantante mexicana.
- 1968: Graeme Le Saux, futbolista británico.
- 1968: Ziggy Marley, músico de reggae jamaicano.
- 1968: Raúl Ordóñez, tenista colombiano (f. 2020).
- 1969: Ernie Els, golfista sudafricano.
- 1969: Wyclef Jean, rapero y compositor haitiano, de la banda Fugees.
- 1969: Wood Harris, actor estadounidense.
- 1969: Natalia Lobo, actriz y modelo argentina.
- 1970: Blues Saraceno, guitarrista estadounidense, de la banda Poison.
- 1971: Martin Heinrich, político estadounidense.
- 1971: Chris Kirkpatrick, cantante estadounidense, de la banda N’ Sync.
- 1971: Derrick Plourde, batería estadounidense, de la banda Lagwagon y The Ataris (f. 2005).
- 1972: Jorge Arreola, futbolista mexicano.
- 1972: Marshall Mathers (Eminem), rapero y actor de cine estadounidense.
- 1972: Musashi, kickboxer y karateka japonés.
- 1972: Tarkan, músico turco de origen alemán.
- 1972: Sándor Tirpák, pintor húngaro.
- 1973: Rubén Garcés, baloncestista panameño.

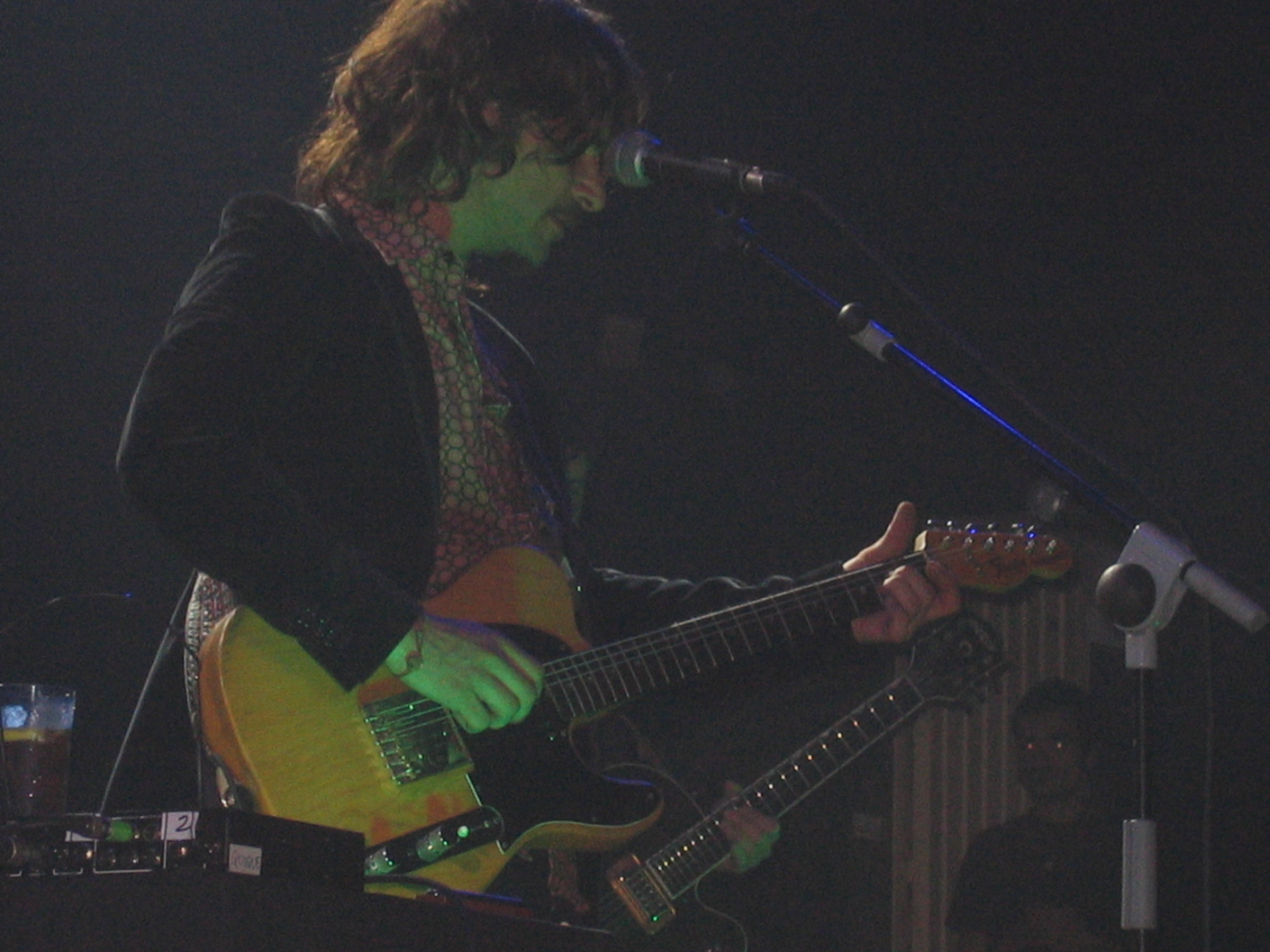
Quique González.

- 1973: Quique González, compositor, cantante y músico de rock español.
- 1974: Obdulio Ávila Mayo, político mexicano.
- 1974: Ariel Levy, escritora estadounidense.
- 1974: Matthew Macfadyen, actor británico.
- 1974: Bárbara Paz, actriz brasileña.
- 1975: Jericó Abramo Masso, político mexicano.

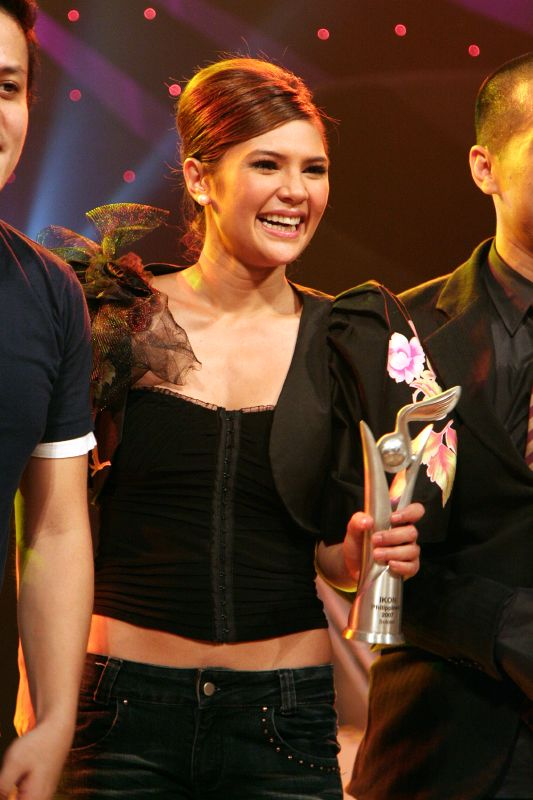
Viña Morales.

- 1975: Viña Morales, actriz y cantante filipina.
- 1975: Macarena Tondreau, actriz y cantante chilena.
- 1976: Sebastián Abreu, futbolista uruguayo.
- 1976: Seth Etherton, beisbolista estadounidense.
- 1976: Carlos Loret de Mola, periodista y economista mexicano.
- 1976: Brooke Richards, modelo estadounidense.
- 1977: Marko Cortés Mendoza, político mexicano.
- 1977: Walter Calderón, futbolista ecuatoriano.
- 1977: Ryan McGinley, fotógrafo estadounidense.
- 1977: Henry Quinteros, futbolista peruano.
- 1977: André Villas-Boas, entrenador de fútbol portugués.
- 1978: Pablo Iglesias, político español.
- 1978: Isabel Díaz Ayuso, política española.
- 1978: Erin Karpluk, actriz canadiense.

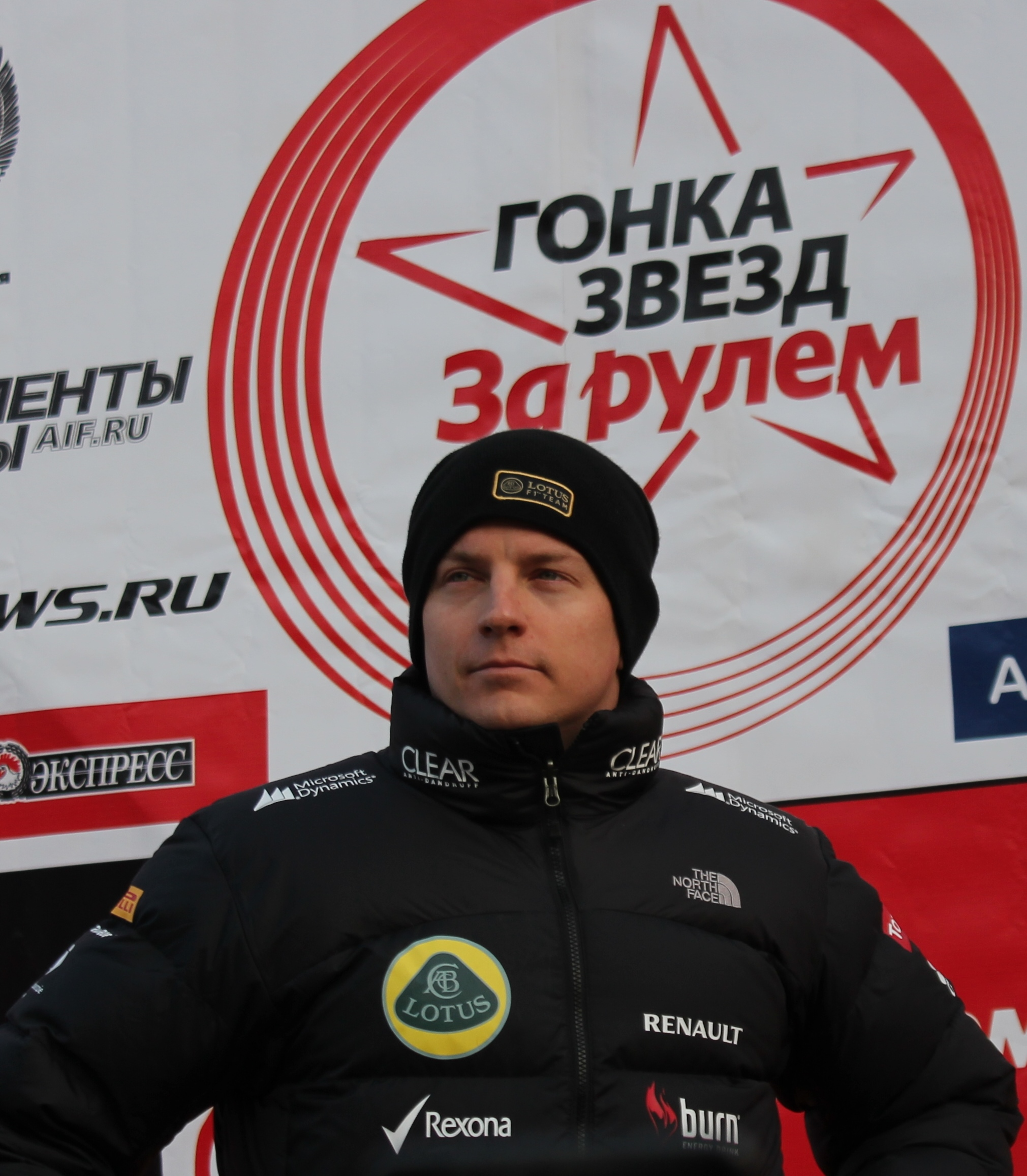
Kimi Räikkönen.

- 1979: Marcela Bovio, cantautora y violinista mexicana.
- 1979: Alexandros Nikolaidis, deportista griego de taekwondo (f. 2022).
- 1979: Kimi Räikkönen, piloto de automovilismo finlandés.
- 1979: Deanna Russo, actriz estadounidense.
- 1979: Kostas Tsartsaris, baloncestista griego.
- 1980: Ekaterina Gamova, jugadora rusa de vóleibol.
- 1980: Marina Glezer, actriz argentina.
- 1980: Noemí Jordana, baloncestista española.
- 1980: Isaac Mina, futbolista ecuatoriano.
- 1980: Angel Parker, actriz estadounidense.
- 1980: Justin Shenkarow, actor estadounidense.
- 1981: Horacio Cervantes, futbolista mexicano.
- 1981: Kurumi Enomoto, cantautora japonesa.
- 1981: Tsubasa Imai, actor y cantante japonesa.
- 1981: Nate Lawrie, jugador estadounidense de fútbol americano.
- 1981: Ben Rothwell, luchador profesional estadounidense.
- 1982: Rubén Ramírez, futbolista argentino.
- 1982: Marion Rolland, esquiadora francesa.
- 1982: Ahmed Daher, futbolista yibutiano.

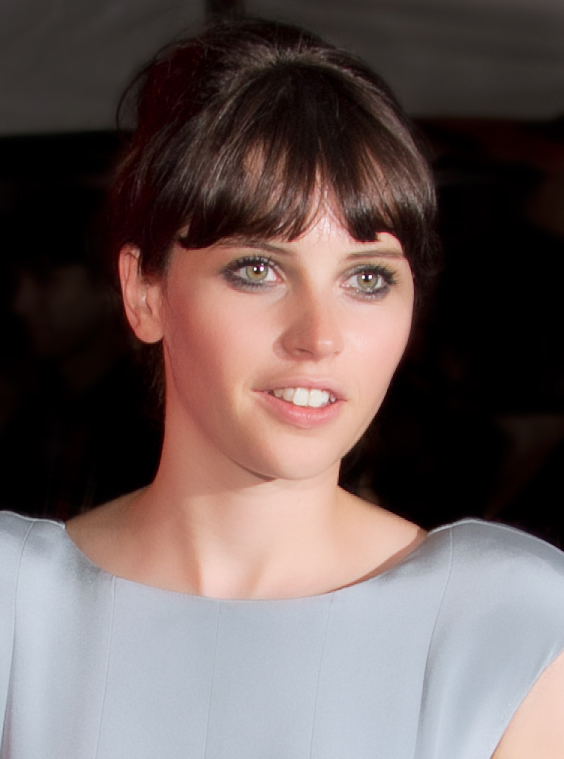
Felicity Jones.

- 1983: Toshihiro Matsushita, futbolista japonés
- 1983: Felicity Jones, actriz británica.
- 1983: Junichi Miyashita, nadador japonés.
- 1983: Ivan Saenko, futbolista ruso.
- 1984: Michelle Ang, actriz australiana.
- 1984: Elias Kozas, cantante griego.
- 1984: Chris Lowell, actor estadounidense.
- 1984: Randall Munroe, historietista estadounidense.
- 1984: Luke Rockhold, peleador estadounidense.
- 1984: Gottfrid Svartholm, hacker sueco.
- 1984: Jared Tallent, atleta australiano
- 1984: Asami Usuda, actriz, modelo y talento japonesa.
- 1984: Giovanni Marchese, futbolista italiano.
- 1985: Jennifer Colino, gimnasta española.
- 1985: Carlos González, beisbolista venezolano.
- 1985: Max Irons, actor británico.
- 1985: Collins John, futbolista neerlandés.
- 1985: Riyu Kosaka, cantautora japonesa.
- 1985: Baran Kosari, actriz iraní.
- 1985: Tomokazu Nagira, futbolista japonés.
- 1986: Alexandre Bonnet, futbolista francés.
- 1986: Chris Motionless,cantante de Scranton, Pensilvania
- 1986: Toni Bou, piloto de trial español.
- 1986: Constant Djakpa, futbolista marfileño.
- 1986: Nicolás Richotti, baloncestista argentino.
- 1987: Elliot Grandin, futbolista francés.
- 1987: Hideto Takahashi, futbolista japonés.
- 1987: Priscila Trejo, modelo y presentadora de televisión mexicana.
- 1987: Manuel Huber, futbolista suizo.
- 1988: Sergiy Gladyr, baloncestista ucraniano.
- 1988: Marina Salas, actriz española.
- 1988: Tori Matsuzaka, actor y modelo japonés.
- 1988: Yūko Ōshima, idol, cantante y actriz japonesa.
- 1988: Dami Im, cantante surcoreana de nacionalidad australiana.
- 1989: Débora García, futbolista española.

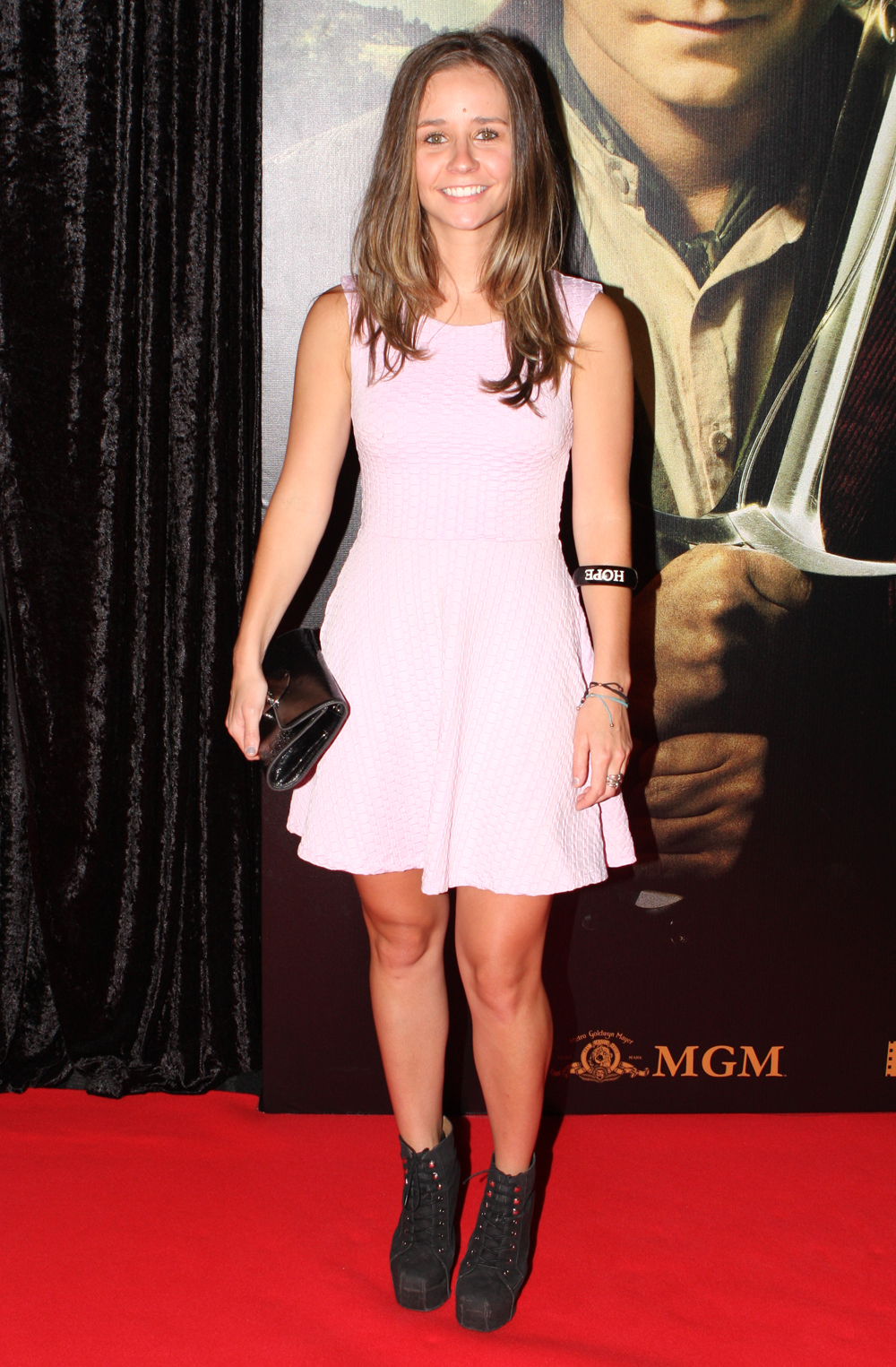
Sophie Luck.

- 1989: Sophie Luck, actriz australiana.
- 1989: David Timor, futbolista español.
- 1989: Ritvars Rugins, futbolista soviético.
- 1990: Maica García, jugadora española de waterpolo.
- 1990: Ronald González Tabilo, futbolista chileno.
- 1990: Patrick Lambie, jugador de rugby sudafricano.
- 1990: Saki Kumagai, futbolista japonesa.
- 1991: Brenda Asnícar, actriz y cantante argentina.
- 1991: Rachel Watson, actriz australiana.
- 1992: Sam Concepción, actriz y cantante filipino.
- 1993: Kenneth Omeruo, futbolista nigeriano.
- 1993: Norran Jno Hope, futbolista dominicano (f. 2013).
- 1994: Camila Sáez Oyanader, futbolista chilena.
- 1994: Ondřej Kolář, futbolista checo.
- 1996: Oleh Kudryk, futbolista ucraniano.
- 1996: Nándor Csóka, boxeador húngaro.
- 1996: Stijn van Gassel, futbolista neerlandés.
- 1996: Jhon Santacruz, futbolista ecuatoriano.
- 1996: Hleb Dudarau, atleta bielorruso.
- 1996: Violeta Delgado, voleibolista peruana.
- 1997: Václav Černý, futbolista checo.
- 1998: Nicolas Lejeune, tirador francés.
- 2000: Yastin Jiménez, futbolista chilena.

## Fallecimientos
- 33: Agripina la Mayor, mujer romana, esposa de Germánico (n. 14 a. C.).

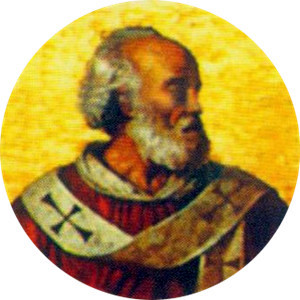
Bonifacio II.

- 532: Bonifacio II, papa italiano (n. ¿?).
- 866: Al-Musta'in, califa abasí (n. 836).
- 1346: Maurice de Moravia, soldado francés (n. ¿?).
- 1346: John Randolph, aristócrata escocés (n. 1306).
- 1404: Caterina Visconti, aristócrata italiana (n. 1361).
- 1553: Andreas Osiander, teólogo y editor alemán (n. 1498).
- 1575: Gaspar Cervantes de Gaeta, cardenal español (n. 1511).

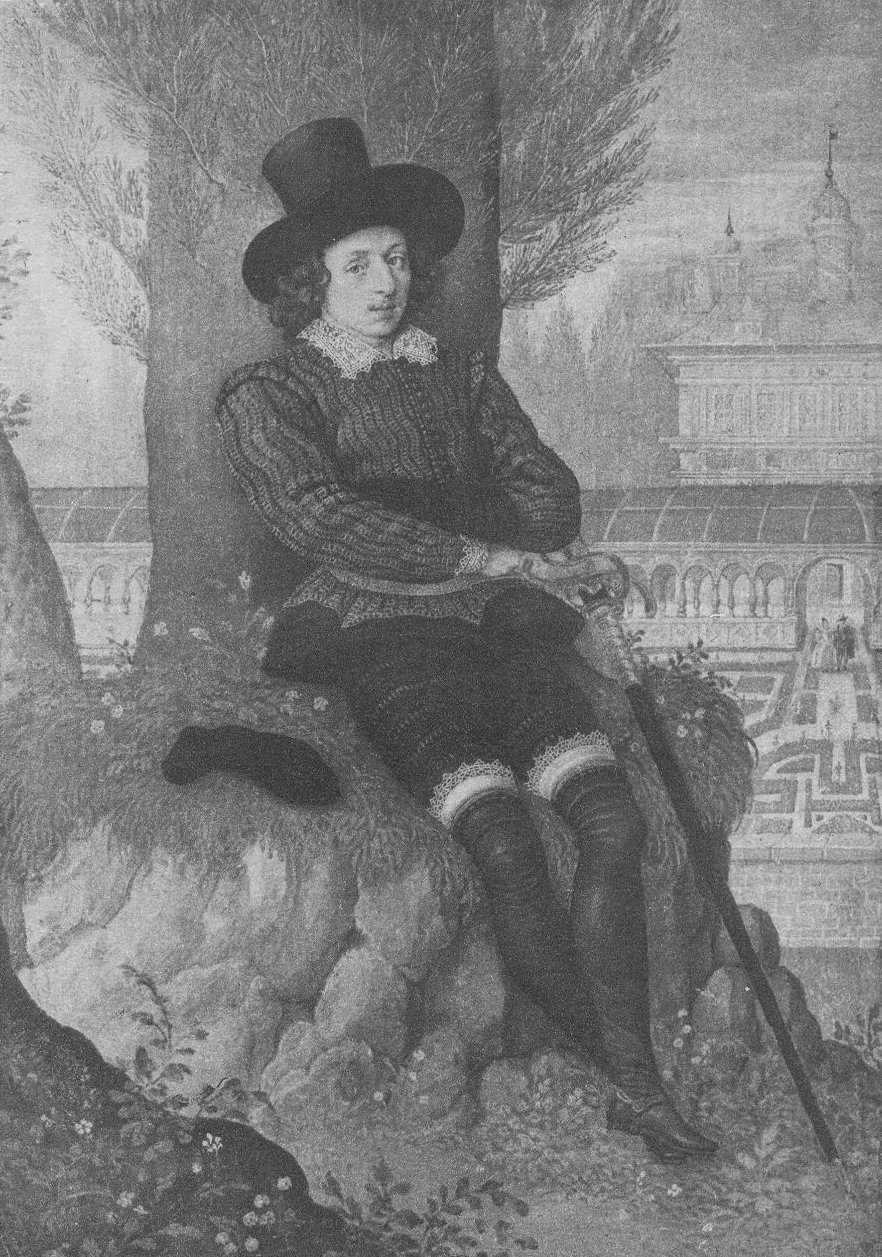
Philip Sidney.

- 1586: Philip Sidney, poeta y soldado británico (n. 1554).
- 1590: Ana de Habsburgo-Jagellón, aristócrata austriaca (n. 1528).
- 1612: Juan Felipe Mey, humanista español (n. 1542).
- 1637: Marcello Mastrilli, misionero italiano (n. 1603).
- 1644: Mendo de Benavides, aristócrata y religioso español (n. 1569).
- 1649: Alonso Messia Venegas, religioso español (f. 1557).
- 1690: Margarita María Alacoque, religiosa italiana (n. 1647).
- 1705: Ninon de Lenclos, escritora, mecenas y cortesana francesa (n. 1615).
- 1744: Giuseppe Guarneri, violero italiano (n. 1698).

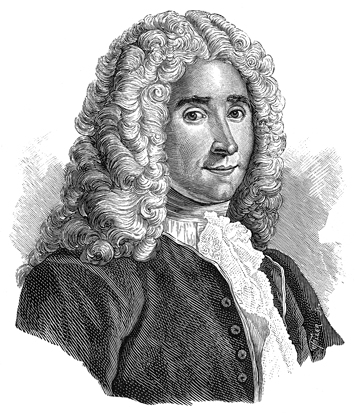
René Antoine Ferchault de Réaumur.

- 1757: René Antoine Ferchault de Réaumur, físico francés (n. 1683).
- 1768: Luis VIII de Hesse-Darmstadt, aristócrata alemán (n. 1691).
- 1780: Bernardo Bellotto, pintor italiano (n. 1721).
- 1786: Johann Ludwig Aberli, pintor suizo (n. 1723).
- 1806: Jacobo I de Haití, líder haitiano (n. 1758).
- 1828: Ana María Campos, patriota venezolana (n. 1796).
- 1828: Matías de Córdova, religioso y político mexicano (n. 1766).
- 1829: José María Córdova, militar colombiano (n. 1799).
- 1836: Orest Kiprenski, pintor ruso (n. 1782).
- 1837: Johann Nepomuk Hummel, compositor y pianista austriaco (n. 1778).

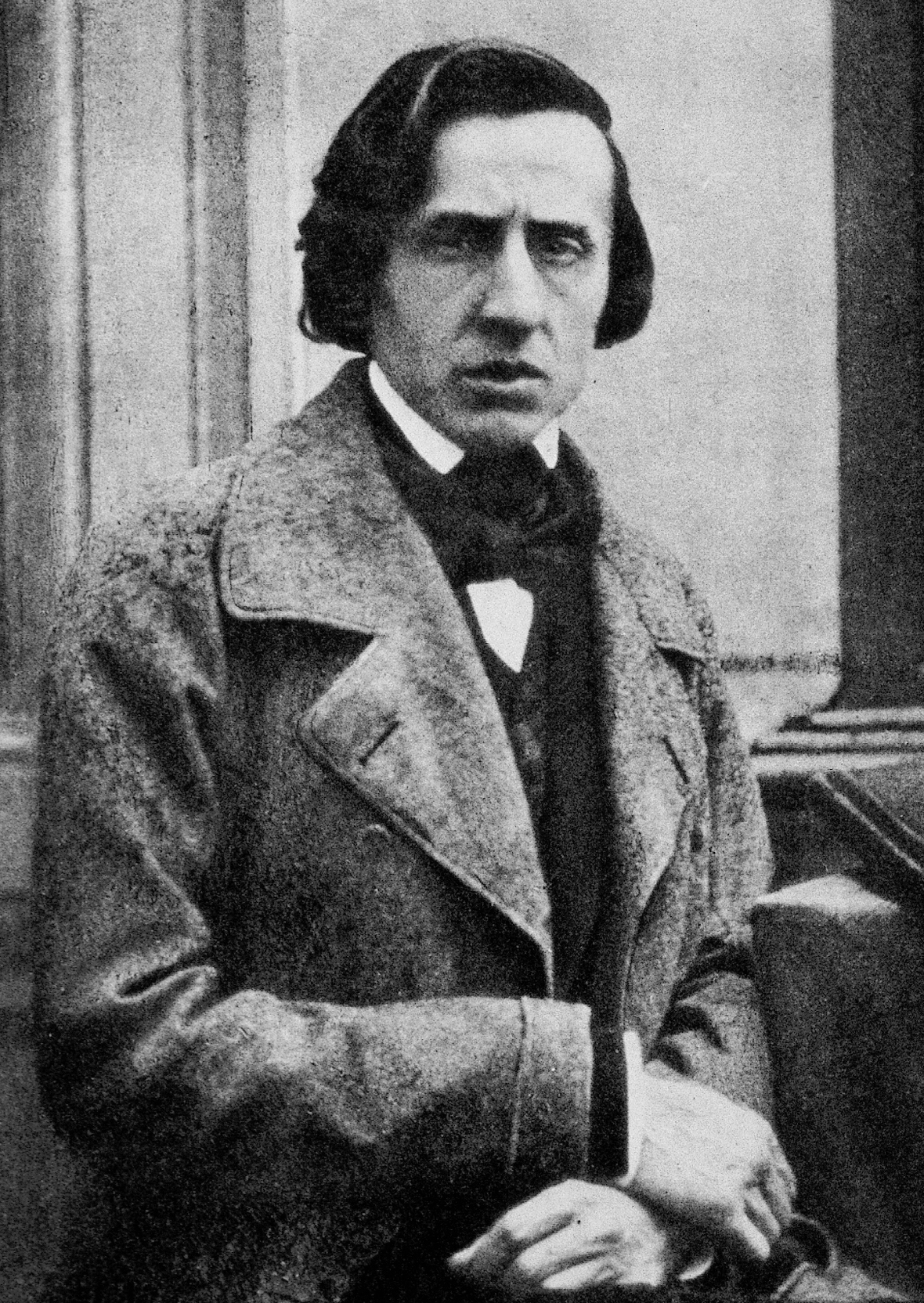
Frédéric Chopin.

- 1849: Frédéric Chopin, compositor polaco (n. 1810).
- 1873: Robert McClure, explorador británico (n. 1807).
- 1877: Johann Carl Fuhlrott, investigador alemán (n. 1803).
- 1878: Jean Baptiste Ripart, biólogo francés (n. 1814).
- 1879: John Miers, botánico británico (n. 1789).
- 1887: Gustav Kirchhoff, físico alemán (n. 1824).
- 1889: Nikolái Chernishevski, filósofo y revolucionario ruso (n. 1828).
- 1890: Manuel Peredo, escritor y médico mexicano (n. 1830).
- 1890: Prosper Sainton, violinista francés (n. 1813).
- 1893: Patrice de Mac-Mahon, político y presidente francés (n. 1808).
- 1896: Jacinto Mariano de Villegas, político argentino (n. 1819).
- 1898: Vicente Barrantes, poeta y bibliófilo español (n. 1829).
- 1899: Amand-Joseph Fava, obispo francés (n. 1826).
- 1908: José del Perojo, filósofo, periodista y escritor español (n. 1850).
- 1909: Manuel Florencio Mantilla, jurista y político argentino (n. 1853).

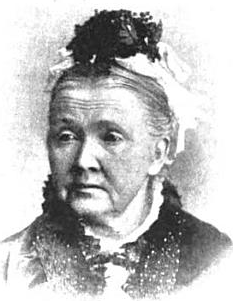
Julia Ward Howe.

- 1910: Julia Ward Howe, poeta y abolicionista estadounidense (n. 1819).
- 1910: Kurd Lasswitz, escritor, científico y filósofo alemán (n. 1848).
- 1911: José López Domínguez, militar y político español (n. 1829).
- 1912: Antonio Menéndez de la Peña, pedagogo mexicano (n. 1844).
- 1914: Theodor Lipps, filósofo y psicólogo alemán (n. 1851).
- 1914: Adolfo Saldías, historiador, abogado, político y militar argentino (n. 1829).
- 1914: Peyo Yavorov, poeta búlgaro (n. 1878).
- 1916: Silvio Pettirossi, pionero de la aviación paraguayo (n. 1887).
- 1920: Reginald John Farrer, botánico británico (n. 1880).
- 1920: Juan Sarabia, periodista y político mexicano (n. 1882).
- 1924: Rafael Núñez, político argentino (n. 1875).
- 1931: Ferdinand Ebner, filósofo austríaco (n. 1882).
- 1931: Alfons Maria Jakob, neurólogo alemán (n. 1884).
- 1931: Ovidio Rebaudi, químico paraguayo (n. 1860).
- 1933: Fulgencio R. Moreno, periodista, economista, diplomático e historiador paraguayo (n. 1872).
- 1934: Otto Vernon Darbishire, botánico británico (n. 1870).

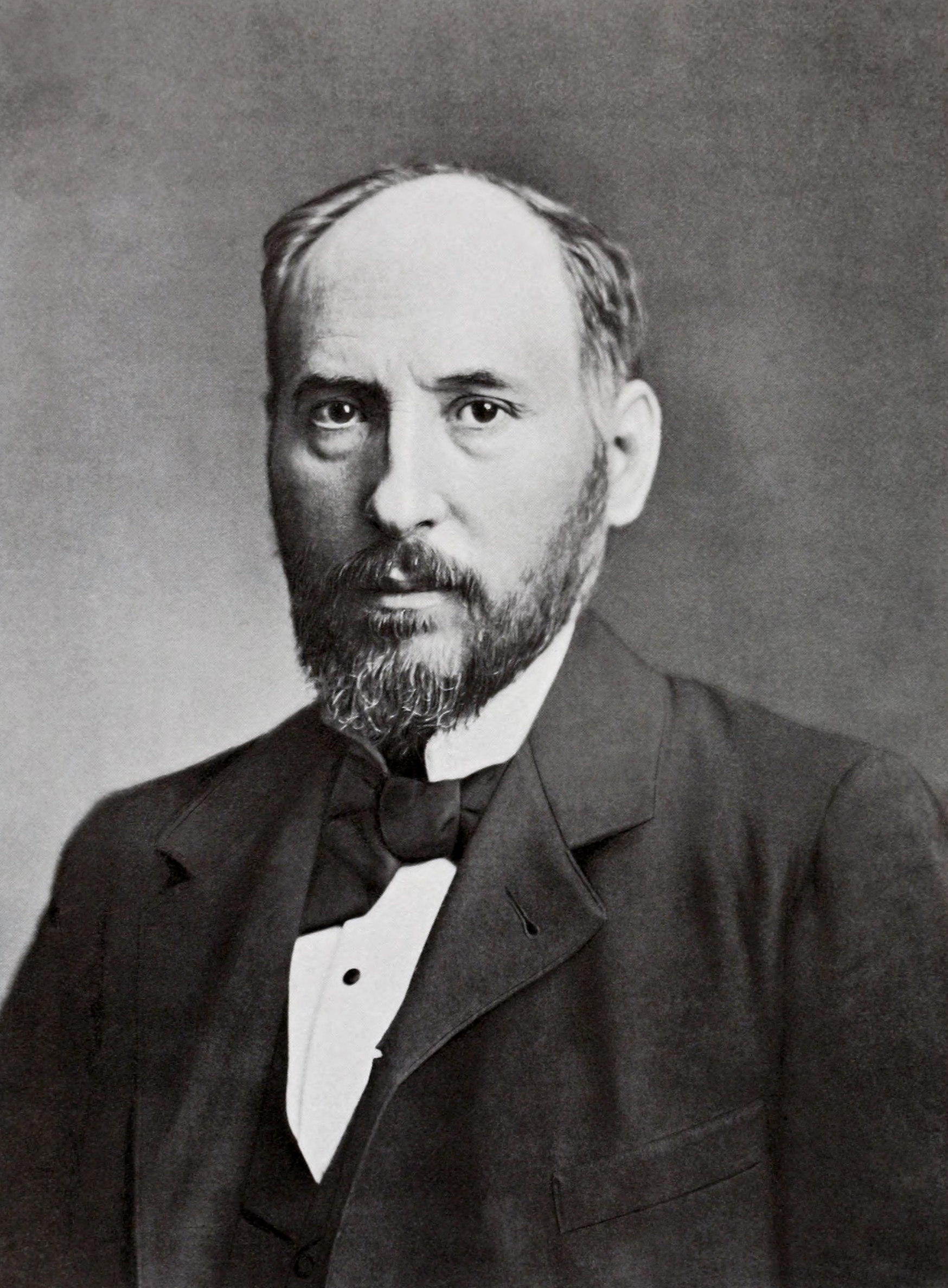
Santiago Ramón y Cajal.

- 1934: Santiago Ramón y Cajal, histólogo español, premio Nobel de Fisiología y Medicina en 1906 (n. 1852).
- 1934: Arthur Schuster, físico germano-británico (n. 1851).
- 1936: Fidel Fuidio, arqueólogo español (n. 1880).
- 1936: Andrés Figueroa Figueroa, militar y político mexicano (n. 1884).
- 1937: J. Bruce Ismay, empresario británico (n. 1862).
- 1938: Karl Kautsky, teórico socialista austriaco (n. 1854).
- 1940: Lucien Linden, explorador y botánico belga (n. 1853).
- 1941: Friedrich Marx, filólogo alemán (n. 1859).
- 1944: Pavel Haas, compositor checo (n. 1899).
- 1944: César Silió y Cortés, político y periodista español (n. 1865).

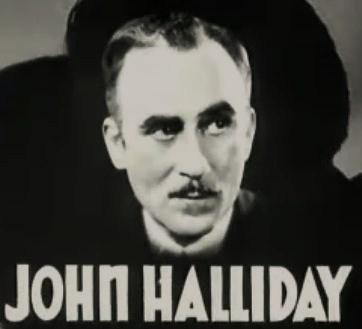
John Halliday.

- 1947: John Halliday, actor estadounidense (n. 1880).
- 1949: Fiódor Tolbujin, militar soviético (n. 1894).
- 1951: Bernhard Kellermann, escritor alemán (n. 1879).
- 1954: Francisco Santarini Tognoli, ingeniero aeronáutico italiano (n. 1883).
- 1956: Roberto Gómez Pérez, político chileno (n. 1889).
- 1959: Henri Gavel, hispanista francés (n. 1880).
- 1960: Minnie Woolsey, artista de circo (n. 1880).
- 1960: Henri Crolla, guitarrista italiano (n. 1920).
- 1962: Natalia Goncharova, pintora rusa (n. 1882).
- 1963: Jacques Hadamard, matemático francés (n. 1865).
- 1966: Sidney Hatch, atleta estadounidense (n. 1883).
- 1966: Cléo de Mérode, bailarina belga (n. 1875).
- 1966: Wieland Wagner, director de escena alemán (n. 1917).

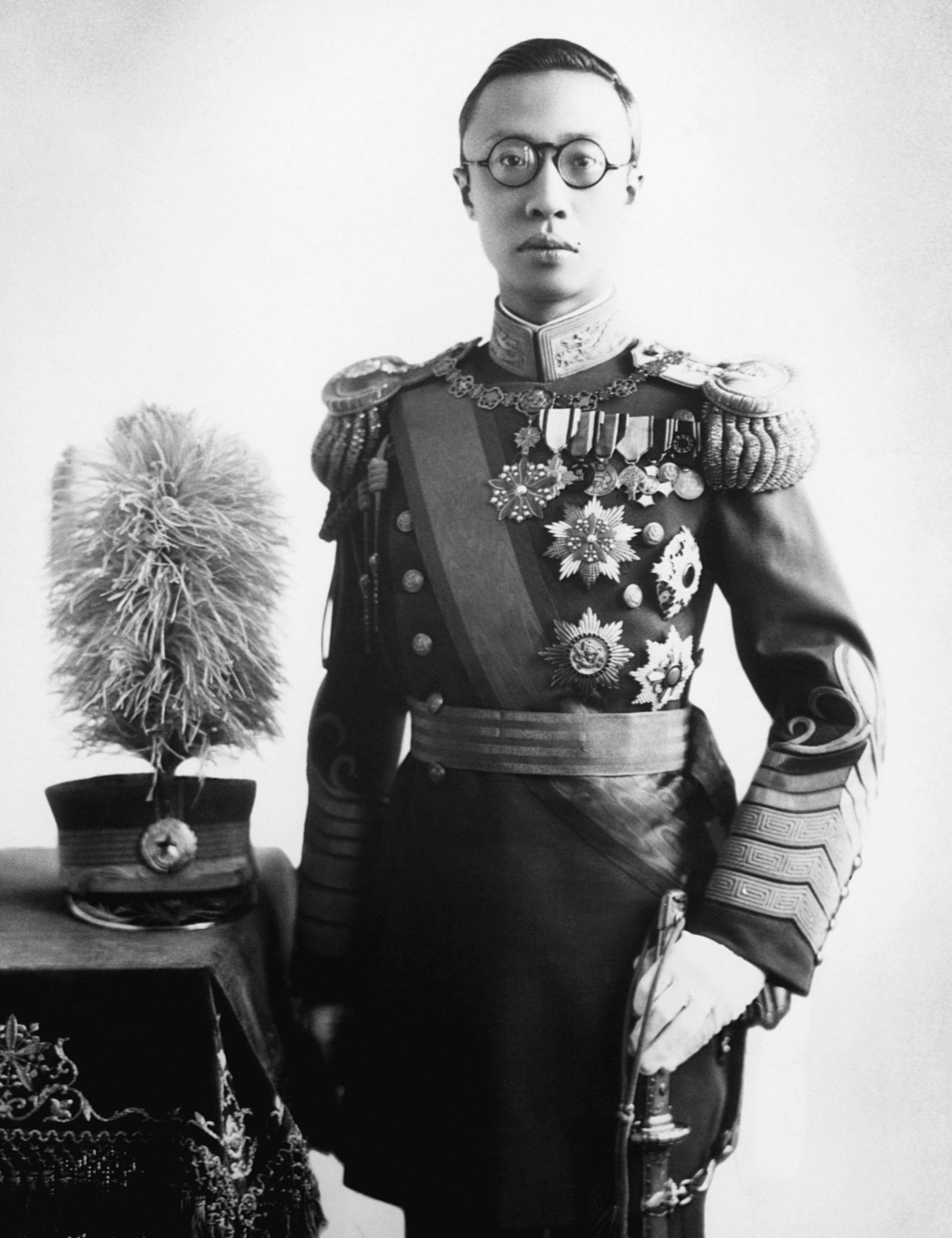
Puyi.

- 1967: Puyi, último emperador chino (n. 1906).
- 1970: Jan Syrový, militar y político checoslovaco (n. 1888).
- 1970: Magda Zsabka, deportista húngara (n. 1923).
- 1971: José Manuel Isla, político chileno (n. 1916).
- 1972: Príncipe Jorge de Yugoslavia (n. 1887).
- 1972: Johannes Iversen, biólogo danés (n. 1904).
- 1973: Ingeborg Bachmann, escritora alemana (n. 1926).
- 1973: Bernt Balchen, geógrafo y aviador noruego-estadounidense (n. 1899).
- 1974: René de Rooy, escritor de Surinam (n. 1917).
- 1976: Enrique Soladrero, futbolista español (n. 1913).
- 1977: Iván Fediúninski, militar soviético (n. 1900).
- 1978: Jean Améry, escritor austríaco (n. 1912).
- 1978: Ricardo Espinosa Osete, actor español (n. 1925).
- 1978: Giovanni Gronchi, político italiano, presidente entre 1955 y 1962 (n. 1887).
- 1978: Ernesto Miranda, dirigente obrero chileno (n. 1911).
- 1979: Lil Milagro Ramírez, escritora y activista salvadoreña (n. 1945).
- 1980: Harold Emery Moore, botánico estadounidense (n. 1917).
- 1981: Albert Cohen, escritor suizo (n. 1895).
- 1981: Santiago González de Paz, guardia civil español (n. 1951).
- 1983: Raymond Aron, filósofo, sociólogo y comentarista político francés (n. 1905).
- 1984: Georges Thill, tenor francés (n. 1897).
- 1989: Mark Krein, matemático soviético (n. 1907).
- 1990: Rolando Cárdenas, poeta chileno (n. 1933).
- 1991: Tennessee Ernie Ford, cantante y actor estadounidense (n. 1919).
- 1991: Jorge Yarur Banna, empresario chileno (n. 1918).
- 1993: Criss Oliva, músico estadounidense, de la banda Savatage (n. 1963).
- 1994: George Barrows, actor estadounidense (n. 1914).
- 1994: Dmitri Jólodov, periodista ruso (n. 1967).
- 1996: Berthold Goldschmidt, compositor alemán (n. 1903).
- 1997: Patricio Phillips Peñafiel, político chileno (n. 1922).
- 1997: Montecristo, humorista colombiano (n. 1924).
- 1998: Antonio Agri, violinista, director de orquesta y compositor argentino (n. 1932).
- 1998: Germán List Arzubide, poeta y revolucionario mexicano (n. 1898).
- 1999: Nicholas Metropolis, matemático y físico greco-estadounidense (n. 1915).
- 2000: Pál Jakucs, biólogo húngaro (n. 1928).
- 2000: Leo Nomellini, jugador de fútbol americano y luchador estadounidense (n. 1924).
- 2000: Horacio Ranieri, actor argentino (n. 1952).
- 2001: Jay Livingston, compositor estadounidense (n. 1915).[5]
- 2001: Micheline Ostermeyer, atleta y pianista francés (n. 1922).
- 2001: Rehavam Ze'evi, general y político israelí (n. 1926).
- 2002: Derek Bell, pianista y compositor irlandés, de la banda The Chieftains (n. 1935).
- 2002: Fred Scolari, baloncestista estadounidense (n. 1922).
- 2003: Ramón Antonio Cereijo, economista argentino (n. 1913).

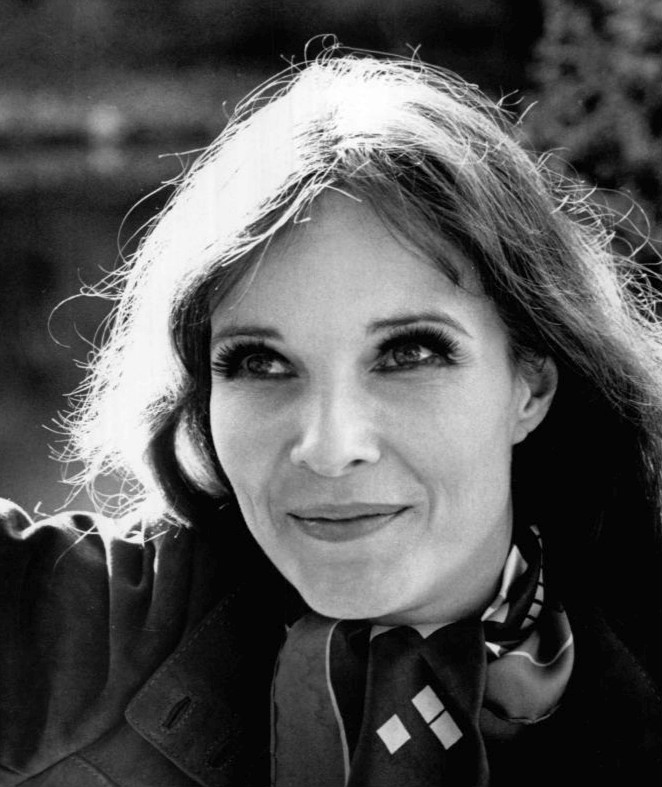
Janice Rule.

- 2003: Janice Rule, actriz estadounidense (n. 1931).
- 2004: Celio González, cantante cubano (n. 1924).
- 2004: Uzi Hitman, cantante israelí (n. 1952).
- 2004: José Luis Martín Rodríguez, historiador español (n. 1936).
- 2005: Julián Alfaro, piloto de carreras argentino (n. 1976).
- 2005: Luis Ferrero Acosta, ensayista y humanista costarricense (n. 1930).

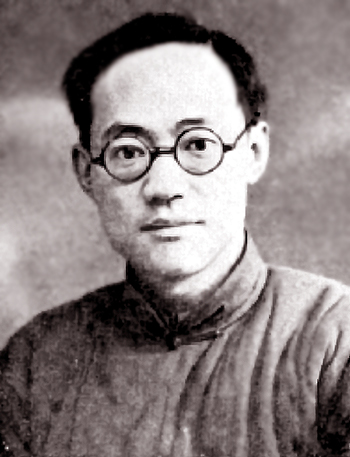
Ba Jin.

- 2005: Ba Jin, escritor anarquista chino (n. 1904).
- 2006: Daniel Emilfork, actor francés (n. 1924).
- 2006: Megan Meier, estudiante y adolescente estadounidense (n. 1992).
- 2007: Joey Bishop, artista y humorista estadounidense (n. 1918).
- 2007: Teresa Brewer, cantante estadounidense (n. 1931).
- 2007: Germán Espinosa, novelista, cuentista, poeta y ensayista colombiano (n. 1938).
- 2008: Andrew Gleason, matemático estadounidense (n. 1921).
- 2008: Marco Aurelio Odio, bolichista costarricense (n. 1962).
- 2008: Ángel Uribe, futbolista peruano (n. 1943).
- 2008: Ben Weider, magnate canadiense (n. 1923).
- 2008: Nick Weatherspoon, baloncestista estadounidense (n. 1950).
- 2009: Carla Boni, cantante italiana (n. 1925).
- 2009: Rosanna Schiaffino, actriz italiana (n. 1939).
- 2009: Brian Vickery, químico estadounidense (n. 1918).

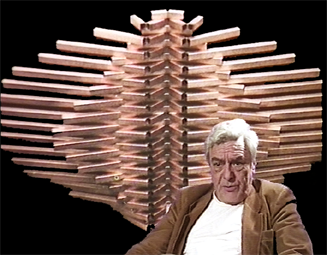
Vincent Batbedat.

- 2010: Vincent Batbedat, escultor francés (n. 1932).
- 2010: Teresa Carbó Comas, activista española (n. 1908).
- 2010: Guillermo Carrillo Arena, arquitecto y político mexicano (n. 1941).
- 2011: Manfred Gerlach, político alemán (n. 1928).
- 2011: Osvaldo Guidi, actor argentino (n. 1964).
- 2012: Frank Cross, catedrático estadounidense (n. 1921).
- 2012: Harry E. Luther, botánico estadounidense (n. 1952).
- 2012: Stanford R. Ovshinsky, científico estadounidense (n. 1922).
- 2018: Carlos Boloña, economista y político peruano (n. 1950).
- 2019: Alicia Alonso, bailarina cubana (n. 1920).
- 2021: Robin Wood, guionista de historietas paraguayo (n. 1944).

## Celebraciones
- Día Internacional para la Erradicación de la Pobreza. Introducida por la ONU desde 1993 para promover mayor conciencia sobre las necesidades para erradicar la pobreza y la indigencia en todos los países.

- Día Mundial contra el Dolor.[6]Llamamiento sobre la necesidad de encontrar con urgencia alivio al sufrimiento que padecen las personas con enfermedades que son causantes de dolor.

- Día Mundial del Trauma. Sobre la importancia de salvar y proteger vidas durante las emergencias. También para educar sobre cómo evitar las lesiones traumáticas y las muertes.

- Día Internacional del Perdón a un/a Ex (relación pasada).

 Por países
(Por orden alfabético)
- Argentina:
  - Día de la Lealtad Peronista.[7]
    -  Misiones: 
      - Día Provincial de Concientización sobre el Síndrome de Sensibilidad Central y sus Patologías Asociadas.[8]Como parte de la conmemoración del Día Mundial Contra el Dolor. Ello, a través de la Ley XVII N. 164, sancionada el 20 de junio de 2022.
        -  Aniversario del Archivo Histórico Municipal de Posadas.[9]Creado para el resguardo de documentación, fotos y audios que dan cuenta del acervo local. Su impulsora fue Silvia Gómez, con el asesoramiento técnico de Alba Ibarrola.
Fundación: 17 de octubre de 1996 (28 años).

- Bolivia:
  - Día de la Dignidad Nacional.

- Estados Unidos:
  - Día Nacional de Mulligan (Día de Volver a Intentarlo).
  - Día de la Hoja de Cálculo.
(en inglés: Spreadsheet Day).

- Haití:
  - Día de Dessalines.

- India:
  - Día de la Sociedad Digital.

- México:
  - Día del Caminero. Reconocimiento a la labor que realizan los trabajadores que construyen y dan mantenimiento a las carreteras del país.

- Perú:
  - Día de las Áreas Naturales Protegidas del Perú.[10]
  - Día del Químico Peruano

- Tailandia:
  - Día Nacional de la Policía.

- Venezuela:
  - Día de la Dignificación de los Motorizados.

### Santoral católico
- San Florencio de Orange.
- San Gilberto de Toulouse.
- San Ignacio de Antioquía.
- San Isidoro Gagelin.
- San Juan de Licópolis.

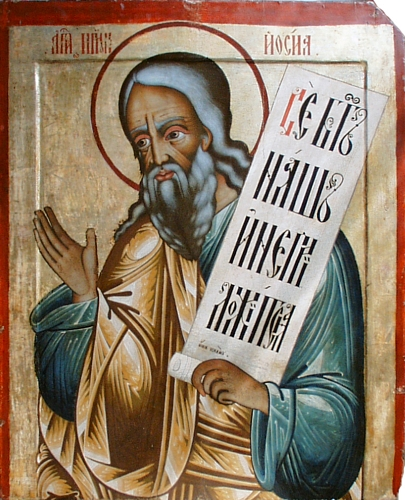
San Oseas (profeta).

- San Oseas (profeta) (imagen ilustrativa).
- San Ricardo Gwyn.
- Beato Baltasar Ravaschieri de Clavario.
- Beato Contardo Ferrini.
- Beato Jacobo Burin.
- Beata María Natalia de San Luis Vanot y compañeras.
- Beato Pedro de la Natividad de Santa María Virgen Casani.
- Beato Raimundo Esteban Bou Pascual.
- Beata Tarsila Córdoba Belda.